# 巴巴科韋 (錫內利尼科韋區)
48°16′15″N 35°48′2″E / 48.27083°N 35.80056°E
巴巴科韦（烏克蘭語：Бабакове），2016年之前为彼得里夫斯凯（Петрівське），是烏克蘭中部第聶伯羅彼得羅夫斯克州錫內利尼科韋區瓦西里基夫卡市镇内的村落。距離卡捷琳尼夫卡2公里，2001年人口46。